# Теодофрид Корбейский

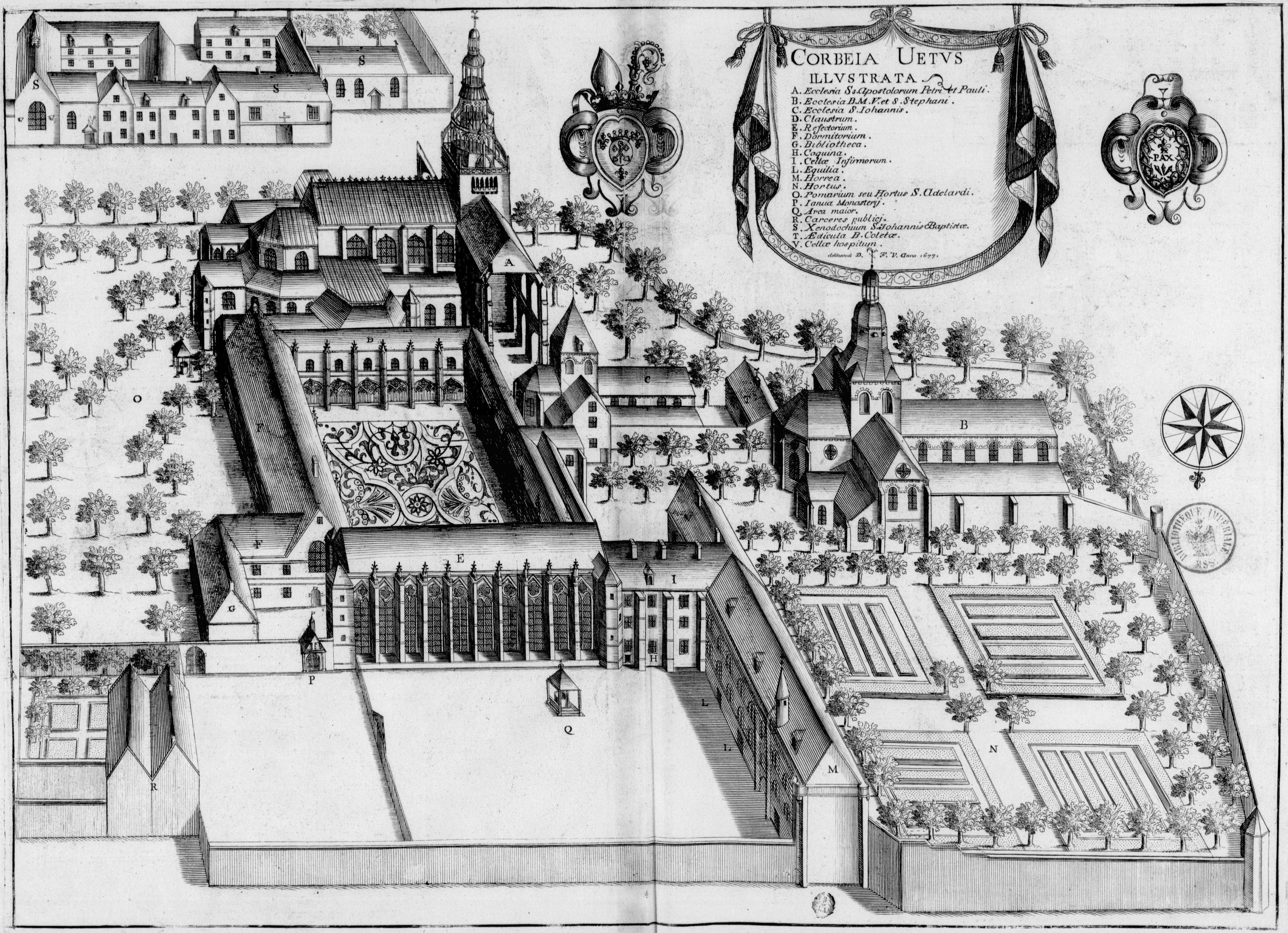
Корбейское аббатство в 1677 году

Теодофрид Корбейский (лат. Theodofridus Corbeiensis, фр. Théofroy de Corbie; умер в 690) — первый настоятель Корбийского аббатства, святой католической церкви, латинский поэт.
Вначале был монахом аббатства в Люксёй-ле-Бен, затем, согласно преданиям, епископом Альби, а после основания в 657 году королевой Батильдой Корбийского аббатства стал его настоятелем. Ему приписываются два стихотворения: «Стих о шести веках и начале мира» (Versus de sex aetatibus et mundi principio) и «Стих об Азии и колесе всего мира» (Versus de Asia et de universi mundi rota).